# لولشید
لولشید (به آلمانی: Lollschied) یک شهر در آلمان است که در Verbandsgemeinde Nassau واقع شده‌است. لولشید ۲۱۲ نفر جمعیت دارد.